# Nokia N800
Nokia N800 Internet Tablet – następca modelu Nokia 770, pierwszego w historii firmy Nokia urządzenia typu tablet, działającego pod kontrolą systemu operacyjnego Linux. Premiera odbyła się na targach CES 2007 w Las Vegas w dniu (8 stycznia 2007). Urządzenia od razu pojawiły się w sprzedaży. Nie posiada ono modułu GSM, a do połączenia z internetem używa wyłącznie Wi-Fi (IEEE_802.11b/g) lub sparowanego po Bluetooth telefonu komórkowego.
6 lipca 2007 opublikowano nowy firmware dla N800 zawierający klienta Skype, Flash Player 9 oraz poprawiający zarządzanie baterią.

## Kamera
- rozdzielczość VGA
- obrotowa
- chowana w obudowie

## VoIP
- Google Talk (dostępny wraz z systemem)
- Gizmo (do instalacji)
- Skype (do instalacji dla firmware'u 4.2007)

## Wideo rozmowy
Możliwe za pomocą wbudowanego klienta sieci Jabber (połączenie jedynie pomiędzy dwiema N800) lub Gizmo (pomiędzy dwiema N800 lub N800 - PC)

## System
Nokia N800 działa na systemie operacyjnym Maemo autorstwa Nokii. Jest to system bazujący na Debianie, X11, GTK+/Gnome oraz D-Bus. Częściowo jako otwarte oprogramowanie, a częściowo zamknięte (brak kodów źródłowych).

### Internet Tablet OS 2006
Pierwsza edycja oprogramowania. Wersja 2.0, szybko wyparta przez OS 2007. 

### Internet Tablet OS 2007
Druga edycja oprogramowania dla N800. Wersja 3.x o nazwie kodowej Bora. Nowością jest przeglądarka internetowa oparta na silniku Gecko/Firefox 3 z wtyczką Flash 9.

### Internet Tablet OS 2008
Trzecia i najnowsza edycja oprogramowania dla N800, jak i dla N810. Wersja 4.x o nazwie kodowej Chinook. Spośród licznych poprawek szczególnie wyróżnia się nowa wersja przeglądarki internetowej opartej na silniku Gecko/Firefox 3 oraz dodane wsparcie dla formatu Windows Media Video. Oprogramowanie to przyspiesza programowo (przetaktowuje) procesor N800 z 330 MHz do 400 MHz

## Programowanie
W internecie dostępne są wszelkie narzędzia potrzebne do tworzenia oprogramowania dla Nokii N800 w językach C/C++ (wymagana jest kompilacja dla architektury ARM).
Oprócz tego dostępne są pakiety do doinstalowania, umożliwiające pisanie aplikacji w takich językach jak Python, Ruby, BASIC oraz technologii .NET (dzięki Mono).